# A Daughter of France (film 1918)
A Daughter of France è un film muto del 1918 diretto da Edmund Lawrence.

## Trama
Durante la prima guerra mondiale, Louise de Ciron rifiuta di lasciare il suo castello nonostante le truppe tedesche stiano invadendo la Francia. Il castello viene occupato dai tedeschi che, sotto il comando del colonnello Rudolph von Knorr, vi installano il loro quartier generale. Rudolph corteggia insistentemente la giovane donna, che però respinge le sue avance. Attirata in una locanda da Fritz von Meyring, Louise sta per soccombere all'aggressione del tedesco, ma viene salvata dall'intervento di Rudolph che uccide l'assalitore. Pentito del comportamento che ha tenuto con Louise, il colonnello cerca di scusarsi con lei. Ma la giovane equivoca sulle sue intenzioni e lo colpisce con un pugnale. La ferita guarisce però presto: Louise convince Rudolph ad abbandonare l'esercito tedesco e a fuggire con lei, guadagnando le linee francesi. Lì, scoprirà che il suo compagno è, in realtà, un agente segreto francese.

## Produzione
Il film fu prodotto dalla Fox Film Corporation.

## Distribuzione
Distribuito dalla Fox Film Corporation, il film uscì nelle sale cinematografiche USA il 24 marzo 1918.